# Liangzihu (Ezhou)
Liangzihu (chiń. upr. 梁子湖区; chiń. trad. 梁子湖區; pinyin Liángzihú Qū) – dzielnica w południowo-zachodniej części prefektury miejskiej Ezhou w prowincji Hubei w Chińskiej Republice Ludowej. Według danych z 2010 roku, liczba mieszkańców dzielnicy wynosiła 142608.